# Bücker Bü 131
Bücker Bü 131 "Jungmann" bio je njemački školski avion 1930-ih a tijekom Drugog svjetskog rata koristila ga je Luftwaffe.

### Razvoj
Nakon služenja u Carskoj mornarici Njemačke (Njem:Kaiserliche Marine) u Prvom svjetskom ratu, Carl Bücker se preselio u Švedsku, gdje je postao direktor tvrtke Svenska Aero AB (SAAB). Kasnije se zajedno s Anders Andersonom, mladim SAAB-ovim dizajnerom, vratio u Njemačku. 1932. godine u Berlinu je osnovana avio-tvrtka "Bücker Flugzeugbau GmbH" a prvi zrakoplov koji je proizveden bio je Bü 131 Jungmann.
Čvrst i okretan, Jungmann je bio odabran kao primarni školski avion njemačkog Luftwaffea. Licenca za proizvodnju bila je odobrena Švicarskoj, Španjolskoj, Mađarskoj, Čehoslovačkoj i Japanu. Samo u Japanu izrađeno je preko 1.200 primjeraka (kao Kokusai Ki-86 i Kyūshū K9W) za japansku vojsku i ratno zrakoplovstvo. U španjolskoj avio-tvrtki CASA proizvodnja je nastavljena do ranih 1960-ih a kao primarni školski avion Ratnog zrakoplovstva Španjolske koristio se sve do 1968. godine.
Oko 200 Jungmannsa i danas lete,  mnogi od njih s modernim motorima.

## Inačice
- Bü 131A - školski avion dvosjed, model za početnu proizvodnju.
- Bü 131B - poboljšana inačica s jačim Hirth HM 504A-2 klipnim motorom.
- Bü 131C - eksperimentalna inačica, opremljena s Cirrus Minor klipnim motorom od 67 kW (90 ks). Izrađen je samo jedan avion.
- Ki-86A - japanska proizvodna inačica za Carsko ratno zrakoplovstvo.
- K9W1 - japanska proizvodna inačica za carsku ratnu mornaricu.
- TATRA T-131 – čehoslovačka predratna licencirana proizvodnja u tvrtki TATRA Kopřivnice.
- Aero C-4 – masovno proizvođena inačica u okupiranoj Čehoslovačkoj prema originalnom Bücker Bü 131B oznakom, koristio se i poslije rata s originalnim Hirth motorom.
- Aero C-104 – poslijeratna inačica razvijana u Čehoslovačkoj s Walter Minor 4-III motorom, Izrađeno je 260 zrakoplova.
- CASA 1,131 - španjolska licencirana inačica

## Korisnici
- Čehoslovačka

Ratno zrakoplovstvo Čehoslovačke
- NDH

Zrakoplovstvo Nezavisne Države Hrvatske
- Finska

Ratno zrakoplovstvo Finske
- Treći Reich

Luftwaffe
- Mađarska

Carsko zrakoplovstvo Mađarske
- Japan

Carsko zrakoplovstvo Japana - tip aviona korišten je kao Kokusai Ki-86.
Carska mornarica Japana - tip aviona korišten je kao Kyūshū K9W1.
- Nizozemska

Ratno zrakoplovstvo Nizozemske
- Rumunjska

Carsko zrakoplovstvo Rumunjske
- JAR

Ratno zrakoplovstvo JAR-a
- Španjolska

Ratno zrakoplovstvo Španjolske
- Švicarska

Ratno zrakoplovstvo Švicarske
- Kraljevina Jugoslavija

Ratno zrakoplovstvo Kraljevine Jugoslavije
- Jugoslavija

Jugoslavensko ratno zrakoplovstvo i protuzračna obrana

## Tehničke karakteristike (Bü 131B)
Izvori podataka: The Bücker Bü 131B "Jungmann"
Osnovne karakteristike
- posada: 2, pilot-instruktor i učenik
- dužina: 6,62 m
- raspon krila: 7,40 m
- površina krila: 13,5 m2
- visina: 2,35 m

Letne karakteristike
- najveća brzina: 183 km/h
- ekonomska brzina: 170 km/h
- motor: Hirth HM 504 od 70 kW